# Olof Wallengren
Olof (Olle) Yngvar Daniel Wallengren, född 10 mars 1907 i Helsingborg, död 2 oktober 1977 i Malmö, var en svensk målare, dekoratör och reklamtecknare.
Han var son till sjökaptenen Yngvar Sverker Hergeir Wallengren och Marie-Louise Fagerström och från 1938 gift med Sigrid Margareta Ericson. Efter studentexamen i Göteborg studerade Wallengren vid Berggren och Larssons målarskola i Stockholm 1929–1930 samt vid Skånska målarskolan i Malmö 1933–1934. På ett resestipendium från Skånes konstförening studerade han i Frankrike 1951. Separat ställde han bland annat ut i Malmö och tillsammans med Willy Lindeberg ställde han ut i Ystad. Han medverkade i ett flertal samlingsutställningar arrangerade av Skånes konstförening och i Helsingborgs konstförenings utställningar på Vikingsbergs konstmuseum samt konstnärsgruppen Blandningens utställningar i flera svenska städer. Han var representerad i Sveriges allmänna konstförenings utställning Skånekonstnärer som visades på Liljevalchs konsthall i Stockholm. Hans konst består av stilleben och landskapsmotiv från Skåne, Bohuslän och Dalsland utförda i tempera. Wallengren är representerad på  Ystads konstmuseum.  